# Plusiodonta excavata
Plusiodonta excavata är en fjärilsart som beskrevs av Achille Guenée 1862. Plusiodonta excavata ingår i släktet Plusiodonta och familjen nattflyn. Inga underarter finns listade i Catalogue of Life.

## Bildgalleri

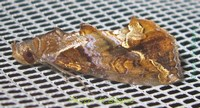